# Дольман, Фридрих
Фри́дрих Карл А́льберт До́льман (нем. Friedrich Karl Albert Dollmann; 2 февраля 1882 — 28 июня 1944) — немецкий генерал-полковник времен Второй мировой войны, особенно известен по ранним этапам операции «Оверлорд».

## Биография
Фридрих Дольман родился в 1882 году в Вюрцбурге. Отец — Фридрих Дольман, баварский военный юрист; мать — Мария Дольман, урождённая Киршбаум. В возрасте 17 лет зачислен фанен-юнкером в Первый Королевский Баварский полк полевой артиллерии «Принц Регент Леопольд». Затем учился в военном училище в Мюнхене (1900—1901), на оружейном заводе Амберга (1903) и в школе инженерии и артиллерии (1904). Потом служил с 1905 по 1909 в военном полку в качестве адъютанта. Летом 1909 успешно поступил в Баварскую военную академию, где учился с 1 октября 1909 по 30 сентября 1912 годов.

### Первая мировая война
С 1913 года Дольман получил звание капитана и должность командира 1-й артиллерийской бригады в своём полку. В начале 1918 года вошёл в штаб 6-й армии, где пробыл вплоть до конца войны.

### Послевоенные годы
После войны Дольман числился офицером штабов разных подразделений (полный список см. справа). С 13 июня 1919 года — член Центрального офиса Баварского генштаба. 1 февраля 1933 года назначен начальником артиллерии Министерства обороны, а в мае 1935 года — командующим 9-м военным округом.

### Вторая мировая война
27 августа 1939 года Фридрих Дольман стал командующим 7-й армии, которая во время вторжения вермахта в Польшу должна была прикрывать Германию с запада. В ходе Польской кампании, 10 сентября, погиб его сын, лейтенант 15-го пехотного полка. Во Французской кампании 7-я армия в ходе наступления вошла в Страсбург и прорвала на левом фланге фронта французскую линию Мажино. Тогда возле швейцарской границы, совместно с танковой группой Гудериана, ему удалось окружить французскую 200-тысячную группировку (части 2, 3, 5 и 8 армий), которые 22 июня 1940 капитулировали. За это 19 июля 1940 года Дольман получил звание генерал-полковника.
При разработке Роммелем линии укреплений вдоль северного побережья Франции Дольман высказывался за то, чтобы отдать предпочтение контратакам на точки высадки, однако его предложение не было принято.
Во время высадки союзных войск в Нормандии Роммель был в отъезде, и потому Дольману самому пришлось командовать обороной. Он провёл серию контрударов 21-й танковой и Учебной танковой, которые окончились неудачей. В конце концов Дольману пришлось отступить, оставив при этом Шербур.
Фридрих Дольман умер 28 июня 1944 года по неизвестной причине: либо он принял яд, либо смерть наступила вследствие сердечного приступа. В этот же день командование 7-й армией принял на себя обергруппенфюрер СС Пауль Хауссер.

### Интересные факты
- Долльман был единственным (кроме фон Вицлебена) военачальником вермахта во Французской кампании, который не принял потом участия в нападении на СССР. Предполагаемая причина — непрофессионализм.
- Формально не был членом НСДАП, но, по словам современников и историков, он был «фактически нацистом». По мнению историков Сэмюэла Митчема и Джина Мюллера, удачная его карьера с 1936 года обязана его «политической (пронацистской) активной деятельности».
- Захват 7-й армией Дольмана «отнятых Версалем» Эльзаса и Лотарингии — был скорее всего пропагандистской акцией.
- Версия об инфаркте — наиболее вероятная, так как медицинское состояние Долльмана (избыточный вес, вино, сигары и намеченное расследование потери Шербура) к 1944 году резко ухудшилось.
- Гитлер хотел за потерю Шербура отдать Дольмана под суд или в крайнем случае — лишить его командования. Роммель и Рундштедт 29 июня 1944 года в разговоре с Гитлером в Берхтесгадене отказались это сделать. Когда они вышли из комнаты, Гитлер всё равно позвонил в Ле-Ман и снял Дольмана с командования.
- Ещё одна версия смерти — принуждение к самоубийству. Основание: гауляйтер Восточной Баварии, где проживала семья Дольмана, Фриц Вехтлер[нем.], отказался присутствовать на траурной церемонии, а членов его семьи приказал взять под наблюдение.
- В церкви для паломников на горе Богенберг (на Дунае) есть мемориальная доска Дольмана, хотя похоронен он на солдатском кладбище в Нормандии.
- Бывший шеф штаба Роммеля Ганс Шпайдель после войны в своей книге написал: «Методы Гитлера тяжело травмировали Дольмана, как человека и как солдата».

## Награды
- Юбилейная медаль принца-регента Луитпольда с короной (1905) (Королевство Бавария)
- Железный крест 2-го класса (18 сентября 1914) (Королевство Пруссия)
- Железный крест 1-го класса (22 февраля 1916) (Королевство Пруссия)
- Орден «За военные заслуги» 4-й степени с мечами и короной (16 ноября 1914) (Королевство Бавария)
- Крест «За выслугу лет» 2-го класса (24 года выслуги) (Королевство Бавария)
- Почётный крест Первой мировой войны 1914/1918 с мечами (21 декабря 1934)
- Медаль «За выслугу лет в вермахте» с 4-го по 1-й класс
- Пряжка к Железному кресту 2-го класса (11 декабря 1939)
- Пряжка к Железному кресту 1-го класса (10 марта 1940)
- Рыцарский крест Железного креста с Дубовыми Листьями
  - рыцарский крест (24 июня 1940)
  - дубовые листья (№ 518) (1 июля 1944)